# Lijst van nationale parken in Slowakije
In Slowakije zijn negen natuurgebieden uitgeroepen tot nationaal park:
| naam van park                                                 | Opgericht in | Oppervlakte (km²) | Ligging               | Foto | Opmerkingen |
| ------------------------------------------------------------- | ------------ | ----------------- | --------------------- | ---- | --- |
| Nationaal Park Grote Fatra Národný park Veľká Fatra           | 2002         | 403,71            | Grote Fatra           |      | |
| Nationaal Park Kleine Fatra Národný park Malá Fatra           | 1988         | 226,3             | Kleine Fatra          |      | |
| Nationaal Park Lage Tatra Národný park Nízke Tatry            | 1978         | 728               | Lage Tatra            |      | |
| Nationaal Park Muránska Planina Národný park Muránska planina | 1997         | 203,18            | Slowaaks Ertsgebergte |      | |
| Nationaal Park Pieniny Pieninský národný park                 | 1967         | 37,5              | Pieniny               |      | |
| Nationaal Park Poloniny Národný park Poloniny                 | 1997         | 298,05            | Bukovské vrchy        |      | Sinds 1992 onderdeel van het trilaterale Oost-Karpatisch Biosfeerreservaat van Polen, Slowakije en Oekraïne. De deelgebieden Oerbos Stužica, Oerbos Rožok en Oerbos Havešová zijn sinds 2007 onderdeel van het multinationale UNESCO-Werelderfgoed Oude en voorhistorische beukenbossen van de Karpaten en andere regio's van Europa. |
| Nationaal Park Slowaakse Karst Národný park Slovenský kras    | 2002         | 346,11            | Slowaaks Ertsgebergte |      | Biosfeerreservaat sinds 1977. Maakt sinds 1995 deel uit van de bilaterale UNESCO-Werelderfgoedinschrijving «Grotten van de Aggtelek Karst en Slowaakse Karst» van Slowakije en Hongarije. |
| Nationaal Park Slowaaks Paradijs Národný park Slovenský raj   | 1988         | 197,63            | Slowaaks Ertsgebergte |      | |
| Nationaal Park Tatra Tatranský národný park                   | 1949         | 738               | Hoge Tatra            |      | Sinds 1992 onderdeel van het bilaterale Biosfeerreservaat Tatra van Polen en Slowakije. |

Een tiende nationaal park, Nationaal park Podunajsko, is in oprichting.